# 17883 Scobuchanan
17883 Scobuchanan è un asteroide della fascia principale. Scoperto nel 1999, presenta un'orbita caratterizzata da un semiasse maggiore pari a 2,2611247 UA e da un'eccentricità di 0,1122511, inclinata di 3,40087° rispetto all'eclittica.